# 横田真未
横田 真未（よこた まみ、1997年12月10日 - ）は、日本の女子バレーボール選手である。

## 来歴
愛知県豊田市出身。小3の頃、両親の影響を受けてバレーボールを始める。
古川学園高等学校では在学中の第66、67、68といずれも春高バレーに出場した同校の主力として活躍。東海大学では2年生の時に、全日本ユニバチームとして結成されたVTVカップ2017（ベトナムのハイズオンで開催）メンバーに選出され、4試合にスタメン出場、5年ぶりの優勝に貢献した。
続く3年生の2018年には女子アジア東部地区選手権で、後にチームメイトとなる松井珠己と共に全試合にスタメン出場し、5勝0敗でチームを優勝に導き、翌2019年7月の第30回ユニバーシアード競技大会（イタリアのナポリで開催）でも再び松井と共に全試合にスタメン出場、3位に導き3大会連続のメダル獲得に貢献するなど、大学時代からアンダーカテゴリーの主力として国際舞台での活躍を見せるようになる。
2020年4月、松井、福留慧美と共にV.LEAGUE DIVISION1のデンソーエアリービーズに入団。同年10月17日、ルーキーイヤーのV1開幕戦（久光スプリングス戦）からスタメンに入り、開幕戦でデビューを果たした。以降も出場を続けて、最優秀新人賞を受賞した。
2022年、日本代表登録メンバーに初めて選出され、6月14日のネーションズリーグ・ポーランド戦にスタメンで初出場を果たした。世界選手権のメンバーにも選出され、試合にも出場した。
2024年4月、2023-24シーズンをもってデンソーを退団することが発表された。6月にクインシーズ刈谷への入団が発表された。
2025年5月、クインシーズからの退団が発表された。6月にPFUブルーキャッツ石川かほくへの入団が発表された。

## 選手としての特徴
- 得意な攻撃はBクイック（スロット3のファーストテンポでのアタック）。近年の日本女子バレーでミドルブロッカーのライト側に回っての移動攻撃が目立つ中、AクイックやBクイックでのハードヒットを得意としている。ブロード攻撃（ワンレッグ、片足でジャンプする。）などはあまりせず、両足で踏み切ってジャンプし高い打点からA、B、Cクイックを打つことが多い[16]。
- 川北前監督は「ゲームを見る意識が高い、戦術眼が非常に高い」「クイックでの得点力が高い」「どのセッターも合わせやすい」などと評して高い信頼を置いていた[21]。
- チームメイトからは、松井珠己は「少し乱れたトスとかも思いっきり打ってくますのでセッターとしてはやりやすい」、中元南は「ジャンプ力が凄くあって空中で待っている時間が長い」「ブロックもちゃんと詰めてきてくれる」との評価を得ている[22]。

## 人物・エピソード
- 2022年にデンソーに入団した横田紗椰香は実妹で、高校、大学も同じ[23]。
- 出身中学は裾花中学となっているが[1]、当初は貝塚市立第二中学校に入学し、貝塚ドリームスに在籍[23][24]。のち、2012年の第26回全国都道府県対抗中学大会は裾花中学に在籍し長野県代表で出場した。

## 球歴
- 第30回 ユニバーシアード女子日本代表 - 2019年（銅メダル）[7]
- 日本代表 （2022-2023年）
  - 世界選手権 - 2022年
  - ネーションズリーグ - 2022年

## 所属チーム
- 貝塚ドリームス
- 長野市立裾花中学校
- 古川学園高等学校（2013-2016年）
- 東海大学（2016-2020年）
- デンソーエアリービーズ（2020-2024年）
  - #16（2020-2021年）、#2（2022-2024年）
- クインシーズ刈谷（2024-2025年）
- PFUブルーキャッツ石川かほく（2025年-）

## 受賞歴
- 2019年 - 第66回全日本バレーボール大学男女選手権大会 ミドルブロッカーMIP賞[25]
- 2021年 - 2020-21 V.LEAGUE DIVISION1 最優秀新人賞
- 2022年 - 2021-22 V.LEAGUE DIVISION1 フェアプレー賞

## 個人成績
V.LEAGUEの個人成績は下記の通り。
| 大会            | チーム          | 出場     | 出場        | アタック | アタック | アタック | アタック | バックアタック | バックアタック | バックアタック | バックアタック | アタック 決定本数 | ブロック | ブロック       | サーブ | サーブ         | サーブ   | サーブ | サーブ | サーブ   | サーブレシーブ | サーブレシーブ | サーブレシーブ | サーブレシーブ | 総得点      | 総得点      | 総得点   | 総得点      |
| --------------- | --------------- | -------- | ----------- | -------- | -------- | -------- | -------- | -------------- | -------------- | -------------- | -------------- | ----------------- | -------- | -------------- | ------ | -------------- | -------- | ------ | ------ | -------- | -------------- | -------------- | -------------- | -------------- | ----------- | ----------- | -------- | ----------- |
| 大会            | チーム          | 試 合 数 | セ ッ ト 数 | 打 数    | 得 点    | 失 点    | 決 定 率 | 打 数          | 得 点          | 失 点          | 決 定 率       | セ ッ ト 平 均    | 得 点    | セ ッ ト 平 均 | 打 数  | ノ 丨 タ ッ チ | エ 丨 ス | 失 点  | 効 果  | 効 果 率 | 受 数          | 成 功 ・ 優    | 成 功 ・ 良    | 成 功 率       | ア タ ッ ク | ブ ロ ッ ク | サ 丨 ブ | 得 点 合 計 |
| V1 2020-21      | デンソー        | 26       | 88          | 375      | 171      | 13       | 45.6     | 0              | 0              | 0              | -              | 1.94              | 38       | 0.43           | 298    | 2              | 13       | 33     | 90     | 9.8      | 20             | 12             | 3              | 67.5           | 171         | 38          | 15       | 224         |
| V1 2021-22      | デンソー        | 33       | 124         | 603      | 235      | 29       | 39       | 0              | 0              | 0              | -              | 1.9               | 65       | 0.52           | 373    | 5              | 10       | 24     | 97     | 8.9      | 43             | 32             | 5              | 80.2           | 235         | 65          | 15       | 315         |
| 通算：2シーズン | 通算：2シーズン | 59       | 212         | 978      | 406      | 42       | 41.5     | 0              | 0              | 0              | -              | 1.92              | 103      | 0.49           | 671    | 7              | 23       | 57     | 187    | 9.3      | 63             | 44             | 8              | 76.2           | 406         | 103         | 30       | 539         |